# Stephen Cochran
Stephen E. Cochran II (17 september 1979) is een Amerikaanse countryzanger en songwriter.

## Biografie
Stephen Cochran werd voornamelijk opgevoed door zijn alleenstaande moeder Janey Cochran. Op 4-jarige leeftijd begon Cochran de zomers door te brengen met zijn grootouders Charles en Lois Maynard in Waterford (Michigan). Sommige van Cochrans beste vrienden waren vanaf dan in zijn leven en beschouwden Michigan net zoveel als thuisstad als Kentucky en Tennessee. Na zijn vertrek van Eastern naar Tennessee  werd hij opgenomen in de songwriting- en opnamegemeenschap. Country-grootheden als Bobby Bare sr. en laatkomer Del Reeves zijn slechts enkele personen, die Cochrans vroege muziek hadden beïnvloed.
Cochran begon interesse te tonen in muziek aan de Hunters Lane Comprehensive High School in Nashville. Later vervolmaakte hij zijn kennis tijdens zijn collegedagen aan de Western Kentucky University met een ontwikkelingsafweging. Hij gebruikte zijn tijd buiten schooltijd met het schrijven van songs en gitaar spelen. Aan de universiteit speelde hij ook lacrosse. Na september 2001 vervulde hij zijn militaire dienstplicht bij het United States Marine Corps en diende hij zijn land als marinier in Irak en Afghanistan. Hij was onderdeel van de 2nd Light Armored Reconnaissance Battalion en 1st Marine Expeditionary Force. Terwijl Cochran werd gewond tijdens een beveiligingsmissie, vertrok hij met een gebroken rug en kon hij zijn benen voor bepaalde tijd niet meer gebruiken.
Er werd hem verteld dat hij nooit meer kon lopen zonder pijn en hij werd teruggestuurd naar de Verenigde Staten. Eenmaal thuis begon hij te zoeken naar een oplossing. Uiteindelijk, na een lang gevecht, werd Cochrans vertrouwen om zonder pijn te lopen hersteld toen artsen van het Nashville VA Medical Center de experimentele procedure kyphoplasty voorstelden. Na een uitgebreide revalidatie was Cochran in staat om weer deel te nemen aan het actieve leven. Als deel van zijn herstel concentreerde hij zijn energie op de countrymuziek.
Hij ging samenwerken met andere country-artiesten en begon op te treden met John Rich en de MuzikMafia rond Nashville. Hij schreef met zijn vriend Vinny Hicherson van de band Trailer Choir en uiteindelijk begonnen ze hun eigen schrijversgroep. In 2007 begon hij de Armed Forces Entertainment tournee in het Midden-Oosten, verbetering van benefietoptredens ten behoeve van zijn mede-veteranen en voortdurend wegwerk tot staving van zijn geprezen, gelijknamig debuutalbum. In november 2008 verscheen Cochran bij Good Morning America van ABC om zijn tweede jaarlijkse Salute to the Troops benefietconcert te promoten.
In 2012 tekende Cochran een productiecontract met New Voice Entertainment. Hij formeerde onlangs de liveband Stephen Cochran Project met zijn bandmaat Smitty Byrne. De band bracht in 2015 hun eerste gelijknamige album uit. In 2016 deden Cochran en zijn mede-mariniers Daniel Dean en Tyler Jay zich samen en gingen toeren tot staving van van hun non-profit #Stop22Tour. Ze gebruikten hun songs en geschreven teksten om meer begrip te kweken voor veteranen. 
In 2017 werkte Cochran samen met mede-veteranen en langjarige vrienden Michael Hamilton en Daniel Broadrick om de non-genre-ep American Loser uit te brengen met zes nieuwe nummers, allemaal geschreven door Cochran en Hamilton, gericht op het helpen genezen van andere veteranen en het instrueren van burgers over de dilemma's van veteranen.

## Privéleven
Ook in 2017 ontdekte Cochran dat hij vader werd van een zoon met zijn echtgenote Megan Rae Cochran, die ook de uitvoerend assistente is bij de Board of Veterans voor de staat Tennessee. De twee voeden hun kinderen Addalyn Rae en Aaron Ryder samen op in hun huis buiten Nashville.

## Discografie

### Albums
- 2007: Stephen Cochran
- 2010: Leaving Louisiana
- 2012: Pieces
- 2015: Stephen Cochran Project
- 2017: American Loser

### Singles
- 2007: Friday Night Fireside
- 2008: Everything We Knew
- 2008: Thinkin I'm Drinkin
- 2009: Wal-Mart Flowers
- 2010: Alone on Christmas
- 2011: Hope
- 2012: Pieces
- 2014: Gasoline on a Goodbye
- 2015: She'll thank me Later
- 2016: Whiskey Lies
- 2017: American Loser

### Samenwerkingen
- 2009: Lindsey Cardinale's single Always on My Mind
- 2010: Annabelle Bainum's single  Alone on Christmas

- Library of Congress Control Number: no2016077608
- MusicBrainz: 44c147ee-ce99-41f6-837b-7bb16d693c3c
- Virtual International Authority File: 46146635504041980983
- WorldCat: E39PBJcRd8K88p64RKDmdkTJXd